# 賀川愛
賀川 愛（かがわ めぐみ、1959年6月14日 - ）は、日本のアニメーター。愛称は愛ちゃん（あいちゃん）。

## 概要

### 生い立ち
愛媛県にて生まれた。上京後、専門学校東京デザイナー学院（現：専門学校東京クールジャパン）に入学し、同校のアニメ科で学んだ。1981年に同校を卒業後、動画工房に入社した。

### アニメーターとして
動画工房では、テレビアニメの動画を担当することが多く、特に「東映アニメーション魔法少女シリーズ」など東映動画の作品を多く手がけた。
宮崎駿が『風の谷のナウシカ』を監督すると聞き、宮崎の下で働きたいとスタッフとして参加した。それ以降は、スタジオジブリの多くの作品に携わっている。宮崎が原作・脚本・監督を務めた『紅の豚』では、賀川が作画監督に抜擢された。宮崎の監督作品としては、ほかに『千と千尋の神隠し』でも作画監督を務めた。また、宮崎が企画し、高畑勲が原作・脚本・監督を務めた『平成狸合戦ぽんぽこ』や、宮崎が企画・脚本を担当した『借りぐらしのアリエッティ』でも、それぞれ作画監督を務めた。なお、短編映画である『星をかった日』では「演出アニメーター」としてクレジットされ、演出にも関わった。

## 人物
名前の「愛」は、正しくは「めぐみ」と読むが、スタジオジブリの社内ではもっぱら「あいちゃん」と呼ばれていた。宮崎駿がトップクラフトで『風の谷のナウシカ』を監督したころからのスタッフであり、スタジオジブリではベテランのアニメーターと位置づけられている。
宮崎が監督した『紅の豚』のヒロインの一人「フィオ・ピッコロ」のモデルとされている。『紅の豚』で動画チェックを担当した舘野仁美によれば、宮崎が明言したわけではないものの、賀川がモデルであることはスタッフ内では暗黙の了解となっていたという。舘野もフィオのモデルは賀川だと思っており、性格も賀川と同様「さばさばしている」キャラクターになると予想していたが、実際に出来上がった映画を観て「予想より女の子っぽかったんで、ちょっと意外でした。愛ちゃんがモデルにしてはちょっと違う」と感じたとしている。

## 作品

### テレビアニメ
- 一休さん（1975年-1982年） - 動画・原画
- 魔法少女ララベル（1980年） - 動画
- ハロー!サンディベル（1981年） - 動画
- 吾輩は猫である（1982年） - 動画
- The・かぼちゃワイン（1982年-1984年） - 原画
- ストップ!! ひばりくん!（1983年-1984年） - 原画
- コアラボーイ コッキィ（1984年-1985年） - 作画監督
- Gu-Guガンモ（1984年-1985年） - 原画
- 三国志（1985年） - 原画
- 宇宙船サジタリウス（1986年-1987年） - 原画
- 愛の若草物語（1987年） - 原画
- 小公子セディ（1988年） - 作画監督[4]・原画
- ピーターパンの冒険（1989年） - 作画監督・原画
- 私のあしながおじさん（1990年） - 原画
- 新世紀エヴァンゲリオン（1995年-1996年） - 原画
- The New Batman Adventures（1997年-1998年） - Key Animation
- 今、そこにいる僕（1999年-2000年） - 原画
- 銀装騎攻オーディアン（2000年） - 原画
- ぷちぷり*ユーシィ（2002年-2003年） - 原画
- お伽草子（2004年-2005年） - 原画
- リトルウィッチアカデミア（2017年） - 原画

### 劇場アニメ
- 世界名作童話 白鳥の湖（1981年） - 動画
- ユニコ 魔法の島へ（1983年） - 動画
- The・かぼちゃワイン　おれとあいつの新婚旅行!?（1984年） - 原画
- 風の谷のナウシカ（1984年） - 原画
- ペンギンズ・メモリー 幸福物語（1985年） - 作画監督補佐・原画
- 天空の城ラピュタ（1986年） - 原画
- 火垂るの墓（1988年） - 原画
- 魔女の宅急便（1989年） - 原画
- おもひでぽろぽろ（1991年） - 作画
- 紅の豚（1992年） - 作画監督
- 平成狸合戦ぽんぽこ（1994年） - 作画監督
- 耳をすませば（1995年） - 原画
- もののけ姫（1997年） - 原画
- ホーホケキョ となりの山田くん（1999年） - 原画
- 千と千尋の神隠し（2001年） - 作画監督
- めいとこねこバス（2002年） - 原画
- 空想の空飛ぶ機械達（2002年） - 原画
- 東京ゴッドファーザーズ（2003年） - 原画
- ハウルの動く城（2004年） - 原画
- 星をかった日（2006年） - 演出アニメーター
- ゲド戦記 - 原画
- 崖の上のポニョ - 作画監督補
- 借りぐらしのアリエッティ（2010年） - 作画監督
- コクリコ坂から（2011年） - 原画
- 風立ちぬ（2013年） - 原画
- かぐや姫の物語（2013年） - 作画
- 思い出のマーニー（2014年） - 原画
- 百日紅 〜Miss HOKUSAI〜（2015年） - 原画
- バケモノの子（2015年） - 原画
- 君の名は。（2016年） - 原画
- 若おかみは小学生!（2018年） - 原画
- バースデー・ワンダーランド（2019年） - 原画

### ゲーム
- 二ノ国（2010年） - 作画監督

### その他
- 舞台「みつあみの神様」アニメーションパート（2015年） - 原画
- 大同生命TVCM「広岡浅子 きっかけ篇」（2015年） - 原画